# Estufa (calefacción)

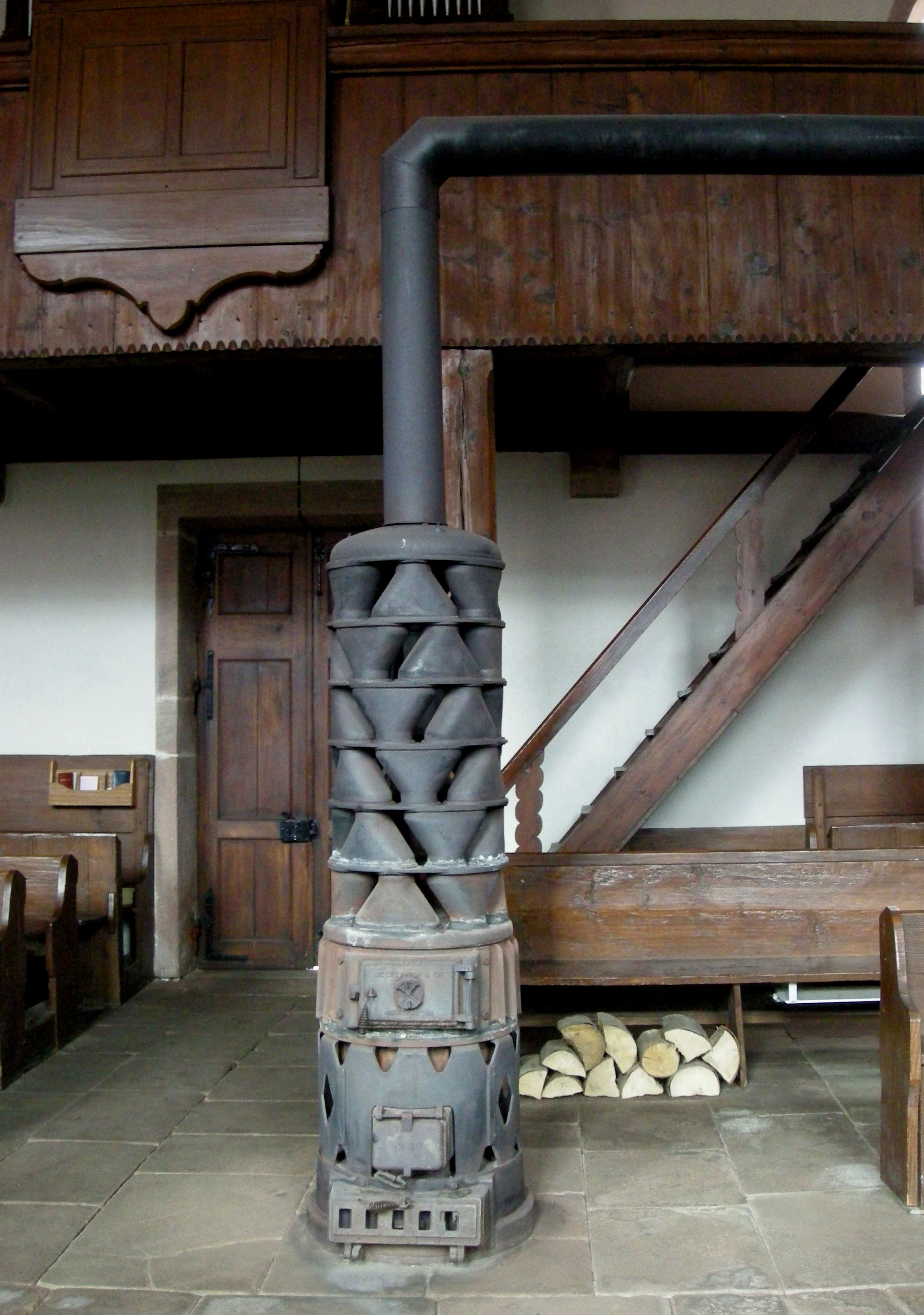
Estufa de diseño eficiente en cuatro etapas

Una estufa es un aparato de calefacción que consiste en una estructura de metal dentro del cual se enciende un fuego. Fue un invento que mejoraba la eficiencia con respecto al fuego abierto. La diferencia fundamental entre el hogar abierto y la estufa, es que esta confina dentro el fuego para proteger a los usuarios de contactos accidentales; además permite un control de la potencia mucho mejor que en el hogar abierto, mediante la regulación del caudal de entrada de aire para la combustión y requiere menos aire exterior para la evacuación de los humos. En general, es un sistema de calentamiento unitario o local, que solamente sirve para el local donde está.
Por extensión se conoce con el nombre de estufa, cualquier aparato de invención posterior que produce calor y que sirve para calentar, y en algunos países para cocinar. Funciona tradicionalmente por medio de la combustión, pero modernamente se ha dado en llamar con el mismo nombre a las que funcionan por electricidad (por efecto Joule).
Debido a las preocupaciones sobre la contaminación del aire, se han realizado esfuerzos para mejorar el diseño de la estufa a lo largo de los años. Las estufas de pellets, por ejemplo, son un tipo de estufa de combustión limpia. Mientras que las estufas herméticas son otro tipo que queman la leña de manera más completa y por lo tanto, reducen la cantidad de subproductos de la combustión. Otro método para reducir la contaminación del aire es mediante la adición de un dispositivo para limpiar los gases de escape, por ejemplo, un filtro o postquemador. La investigación y el desarrollo de estufas más seguras y con menos emisiones están en constante evolución.

## Historia

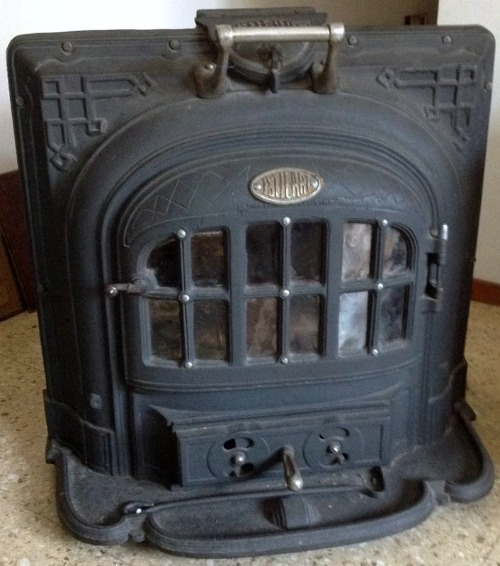
Estufa Salamandra

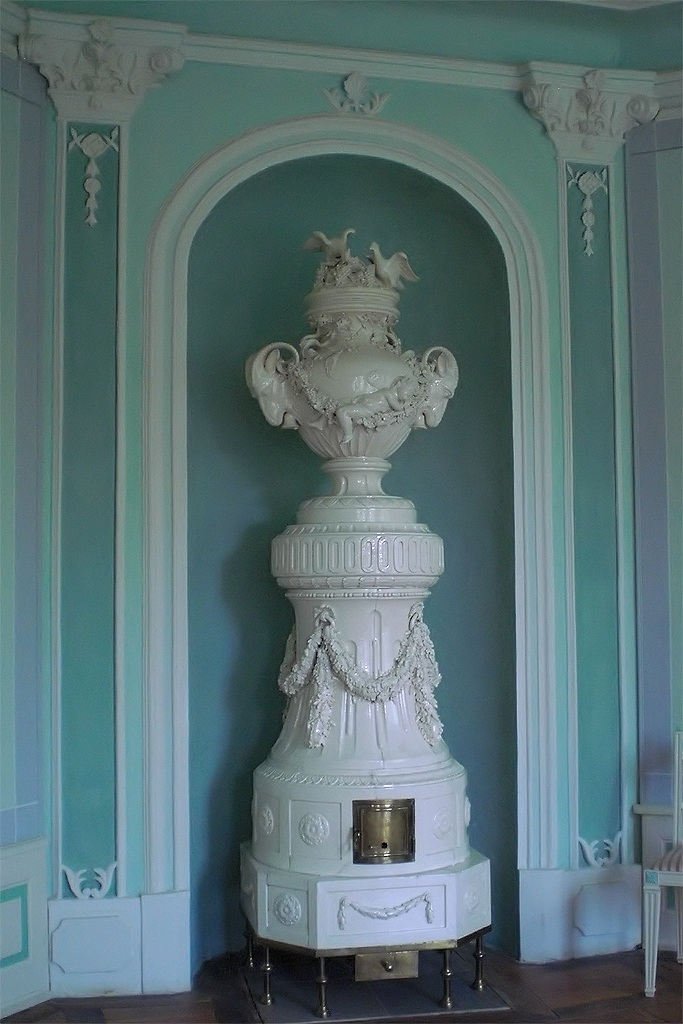
Una estufa neoclásica de cerámica vidriada de comienzos del siglo XIX, en Schloss Wolfshagen, Prignitz, Brandeburgo

En sus inicios, la palabra estufa se aplicaba a un local caldeado, como por ejemplo, en castellano se llamaba estufa fría a lo que ahora se conoce comúnmente como invernadero; más tarde designó al artefacto que servía para calentar el local, artefacto de nueva invención que se distinguía del hogar tradicional, por tener el fuego confinado en un espacio cerrado por material de obra, en vez de arder en el ambiente. Cuando más adelante este ingenio se adaptó para servir como cocina, en ciertos países la palabra estufa pasó a designar también la cocina. Esta adaptación era muy lógica, puesto que el anterior fuego abierto servía únicamente como calefacción solo en las casas grandes; lo normal es que se usara simultáneamente para las dos cosas: calentar y cocinar.
En 1617 apareció la primera obra completa sobre las estufas, publicado en alemán por Franz Kessler. Este trabajo describe los principios de la calefacción usada en Alemania en la época, que se perfeccionaron muy poco hasta el siglo XIX.

## Construcción
Las más antiguas eran normalmente de obra (ladrillo y argamasa) con portillas metálicas (generalmente de fundición) y más tarde totalmente de fundición (estufa salamandra, inventada en 1742, por Benjamin Franklin), formando la envoltura. El hogar está dividido en dos compartimentos, cada uno con una abertura con su portilla de cierre. El compartimento superior es el brasero, donde se pone y quema el combustible (las brasas). El inferior, cenicero, separado del otro por una rejilla, recoge las cenizas de la combustión. La portilla de este compartimento sirve para retirar las cenizas y también para regular la entrada de aire, mediante una cremallera para poder dejarla más o menos abierta, u otro dispositivo específico, a menudo de tipo mariposa, para el mismo fin. Ciertas estufas, para edificios lujosos, se hicieron también de material cerámico, como la de la figura.
El conjunto se completa con un humero o chimenea, empalmada en la parte superior del brasero, para evacuar los humos resultantes al exterior.
La gran ventaja de este artefacto, frente al hogar abierto, es que no es necesaria gran cantidad de aire para arrastrar los humos, sino solo el necesario para la combustión. El humo no tiene otra salida que el humero (salida de gases o chimenea), sin posibilidad de revocar hacia el ambiente habitado, y la velocidad de salida del humo está determinada por la cantidad de aire que entra, cantidad que se puede regular. Esto lleva por un lado, a que al poder regular la entrada de aire, los humos (gases calientes procedentes de la combustión) salen más despacio al exterior dejando una parte mayor del calor producido en el espacio habitado, y por otro lado, al tener el humero (salida de gases) en la parte alta del brasero, éstos circulan por termosifón (o tiro térmico) sin necesidad de añadir aire supletorio para arrastrarlos. También, al circular menos aire frío, la combustión se hace a mayor temperatura y, por lo tanto, se aprovecha más la capacidad calorífica del combustible. Y por último, esta reducción de la entrada de aire, permite que el ambiente esté menos barrido, menos enfriado, por el aire del exterior.

## Variantes

### Estufa de alfarería
La llamada "estufa cerámica", es una variante que se ha empleado antiguamente en países fríos del norte de Europa. Se trata de una estufa como las descritas pero con la particularidad de que las aberturas para carga de combustible y para entrada y regulación de aire se abren hacia un pasillo de servicio, de modo que el aire de combustión no pasa por la habitación a caldear. La estufa propiamente dicha estaba en la propia habitación, y generalmente estaba forrada de azulejos decorativos. De este modo se evitaban del todo los problemas de aireación excesiva que necesita el combustible, para arder, y la carga de combustible y la retirada de cenizas no se hacía por las habitaciones nobles. El calor se difundía en el local por las paredes calientes de la estufa, de cierta inercia térmica, que regulaban el paso del calor, templando la superficie.
Naturalmente era un tipo de estufa empleado en casas importantes o palacios, no en casas corrientes.

### Estufa "cassete"
Desde hace unos años hay una variante de la estufa que se pone en las viejas chimeneas hogar; consiste en una caja metálica con una puerta de cristal que permite ver el fuego, tal como se hacía en la chimenea. No es exactamente una estufa, puesto que solo tiene un compartimento y no dos, pero goza de casi todas las demás ventajas de la estufaː el humo queda confinado y solo puede salir por el humero, la entrada de aire se hace por una rejilla graduable que está en la parte inferior, de modo que se puede regular la combustión. Además si la caja es más pequeña que el hueco de la chimenea, el espacio que queda entre ambos, se calienta y ese aire puede llevarse al local por medio de un ventilador.

### Cocina económica
Una adaptación de la estufa para usarla de cocina fue la cámara de fuego: el fuego fue encerrado por tres lados por muros de mampostería y cubierto por una placa de fundición. En 1735 apareció el primer diseño que encerró totalmente el fuego: la estufa Castrol, del arquitecto francés François Cuvilliés, que era una construcción de mampostería con varios fogones cubiertos por chapas perforadas de hierro. También se conoce como cocina de estofados (stew stove). Cerca del final del siglo XVIII, el diseño fue refinado colgando los potes en agujeros a través de la placa superior de hierro, mejorando así la eficiencia térmica aún más.
Una mejora posterior fue la llamada 'cocina económica', ya completamente (o casi) hecha con metal (normalmente fundición) tiene en la parte superior una plancha caliente donde se ponen las cacerolas, con un orificio circular que sirve para alimentar de combustible el brasero, y como tapadera una serie de aros concéntricos, también de fundición para el cierre parcial o total de la abertura. Además dispone de un horno. El nombre de económica le viene porque aprovechaba mucho mejor el combustible que el hogar abierto tradicional (a pesar de su nombre, no debe pensarse que es más económica que cualquiera de las cocinas modernas, antes bien, al contrario, pero era más económica que las anteriores).
Este tipo de cocina es lo que se conoce en ciertos países americanos como estufa doméstica, pues aparte de su uso como cocina, se emplean para la calentar el local.

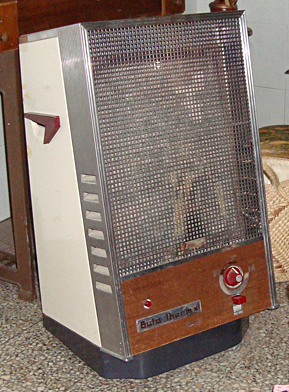
Estufa portátil de gas butano

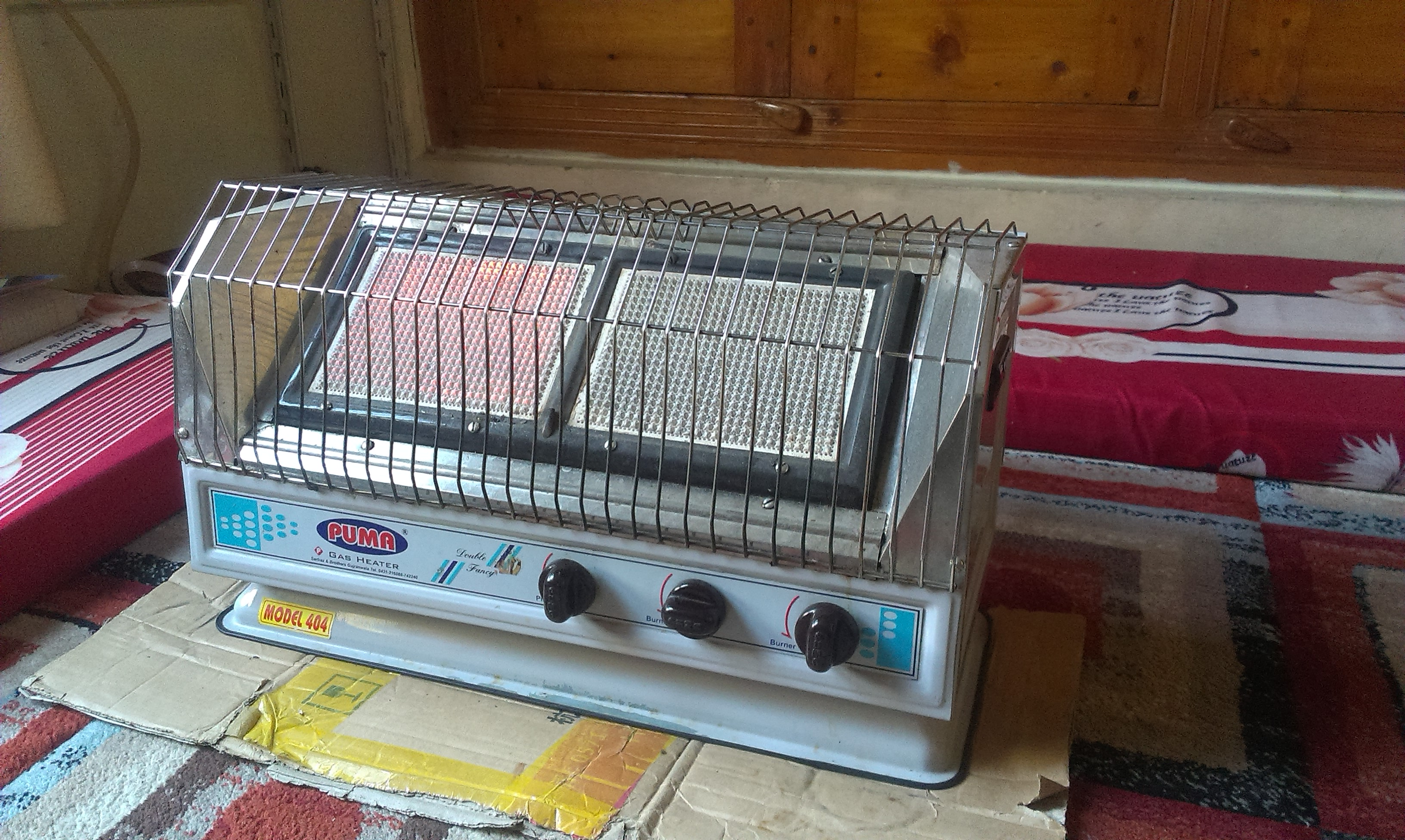
Estufa portátil de gas butano

### Estufa de gas
Es un tipo de estufa que genera el calor mediante la combustión de un gas, generalmente butano, en un quemador en la atmósfera que emite el calor. Su gran ventaja es que es económica de adquirir y que genera mucha más potencia que las eléctricas, calentando el ambiente mucho más deprisa.
Tiene varios inconvenientes: el aire de la combustión ha de entrar desde el exterior, frío, lo que refrigera la atmósfera que se pretende calentar. Si no hubiera suficiente entrada de aire la combustión será incompleta con producción del venenoso monóxido de carbono (CO). Para evitarlo, las estufas han de disponer de un analizador de la atmósfera, que apagará la estufa si se detecta una cantidad peligrosa de CO en el ambiente.
Finalmente la combustión del butano produce alrededor de 1,7 litros de agua (en forma de vapor) por cada kilo de combustible quemado, unos 22 litros de agua por una bombona normal de 13 kg, por lo que produce una gran humedad en el local calentado.

### Estufas de pellas
Las estufas de pellas (en inglés, pellets) son un medio de calefacción económico. Las pellas son un combustible 100 % renovable que se fabrica a partir de residuos vegetales y que, como todo combustible que contiene carbono, emite CO2 a la atmósfera, con la ventaja de que es un carbono previamente absorbido por las plantas de las que proceden las pellas. Existen varios tipos de estufas de pellas, aunque lo más habitual es el uso de las pellas de madera. El inconveniente es que suelen tener una combustión sucia, con hollines y cenizas que hay que retirar, además de que, como en todas las estufas, es necesario tener suficiente aire para la combustión, aire, preocedente del exterior, que enfría el ambiente que se trata de calentar.

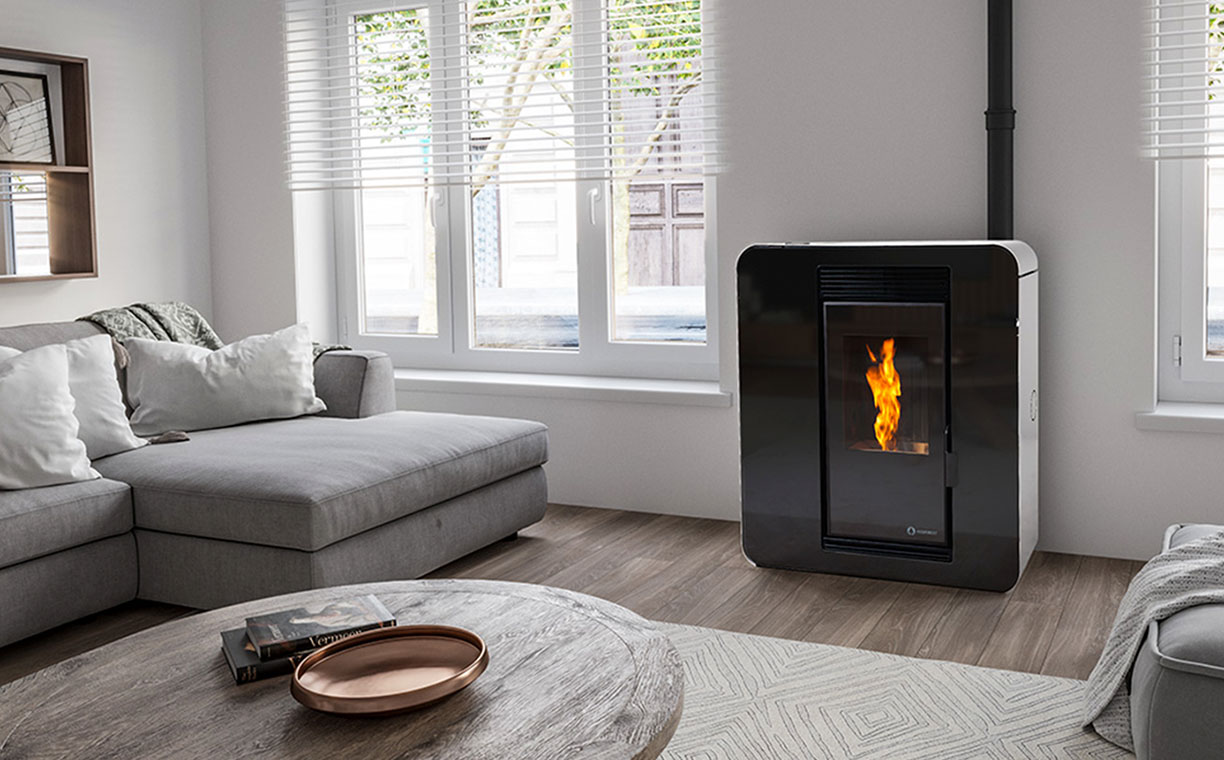
Estufa de pellets canalizable

Las estufas de pellets modernas incorporan sistemas automatizados de alimentación mediante un tornillo sin fin y controles electrónicos que permiten regular la potencia y programar su funcionamiento, alcanzando eficiencias energéticas entre el 85% y 95%.

### Estufas eléctricas
También se usa la electricidad para calentar, las más de las veces por efecto Joule.

### Estufas de campo
Esta es la chimenea más construida en Uruguay, su éxito radica en la inclusión en el almanaque del BSE de 1949, un plano y la completa descripción de su construcción por parte de Juan Antonio Gonzáles.

## Regulación de emisiones
Muchos países legislan para controlar las emisiones.
Desde 2015, la Fase III de las Regulaciones de estufas de leña de la EPA en los Estados Unidos requieren que todas las estufas de leña que se fabrican limiten la emisión de partículas a 4,5 gramos por hora para estufas con posquemadores o 2,5 gramos por hora para estufas con convertidores catalíticos.
La temperatura de combustión en las estufas modernas puede aumentar hasta el punto en que se produce una combustión secundaria y completa del combustible. Un calentador de mampostería correctamente encendido tiene poca o ninguna contaminación por partículas en el escape y no contribuye a la acumulación de creosota en los conductos del calentador o en la chimenea. Algunas estufas alcanzan tan solo de 1 a 4 gramos por hora. Esto es aproximadamente un 10 % más de humo que las estufas más antiguas y equivale a casi cero humo visible de la chimenea. Esto se logra en gran medida provocando la combustión de la máxima cantidad de material, lo que da como resultado una eficiencia neta del 60 al 70 %, en contraste con menos del 30 % para una chimenea abierta. La eficiencia neta se define como la cantidad de energía térmica transferida a la habitación en comparación con la cantidad contenida en la madera, menos cualquier cantidad que la calefacción central deba funcionar para compensar los problemas de flujo de aire.

## Eficiencia
Las estufas ofrecen la posibilidad de una mayor eficiencia, control y baja emisión de humo que los simples fuegos al aire libre u hogares. En el hogar al aire, los combustibles sólidos arden a una temperatura de unos 240 °C (464 °F), que es una temperatura demasiado baja para que las reacciones de combustión perfecta se produzcan; el calor producido se pierde en gran parte por convección, el humo puede arrastrar partículas no quemadas totalmente (hollín, brea, creosota) y el suministro de aire para la combustión es difícil de controlar, aire del exterior, frío, que al pasar por el local a calentar, lo enfría.
Al encerrar el fuego en una cámara y conectarla a una chimenea, en ella se produce el efecto de tiro térmico (los gases de la combustión, calientes, tienen menos densidad que el aire y ascienden por el humero, provocando una depresión en el hogar), lo que genera la entrada de una corriente de aire en el hogar, haciéndolo circular a través del combustible que se quema; el caudal de esta corriente puede regularse mediante un sistema de entrada de sección variable y ajustarse muy aproximadamente a las necesidades. Esto permite que la temperatura de la combustión suba a un punto (600 °C/1112 °F) donde se logra una combustión más eficiente; el “encierro” permite regular la entrada de aire y se eliminan en gran medida las pérdidas por convección. También es posible, con un diseño ingenioso, dirigir el flujo de gases quemados dentro de la estufa de manera que las partículas de hollín se calienten y se quemen, produciendo un poco más de calor.
Encerrar el fuego limita, también, el caudal de aire succionado desde la sala por el humero. Un exceso de entrada de aire representaría una pérdida significativa de calor ya que una chimenea con fuego abierto extrae un caudal excesivo de aire caliente del local.
Algunas estufas de gas utilizan un convertidor catalítico, que provoca la combustión de las partículas de gas y humo no quemados previamente. Otros modelos utilizan un diseño que incluye el aislamiento de la cámara de combustión, un gran deflector para producir una trayectoria más larga y caliente del flujo de gas. Las estufas modernas a menudo se construyen con una ventana para dejar salir un poco de luz y para que el usuario pueda ver la evolución del fuego.
Mientras que las estufas son normalmente más eficientes y controlables que los hogares, hay excepciones. El tipo de calentador de agua back boiler, de uso común en Irlanda, por ejemplo, puede tener más del 80 % de eficiencia absoluta,[cita requerida] mientras que el tipo de estufa de uso común en China puede tiene una eficiencia inferior al 15 %.

## Para más información
- Harris, Howell, "Coping with Competition: Cooperation and Collusion in the U.S. Stove Industry, c. 1870–1930", Business History Review, 86 (Winter 2012), 657–692.
- Roth C., "Micro Gasification: Cooking with gas from biomass" (enlace roto disponible en Internet Archive; véase el historial, la primera versión y la última). 1st edition, released January 2011 Published by GIZ HERA – Poverty-oriented Basic Energy Service

- Datos: Q203789
- Multimedia: Stove / Q203789